# Ceresium lanuginosum
Ceresium lanuginosum là một loài bọ cánh cứng trong họ Cerambycidae.